# امبلار
امبلار (به ایتالیایی: Amblar) یک سکونتگاه مسکونی در ایتالیا است که در ترنتینو واقع شده‌است.

## خصوصیات
امبلار ۱۴ کیلومترمربع مساحت و ۲۱۳ نفر جمعیت دارد و ۹۸۰ متر بالاتر از سطح دریا واقع شده‌است.